# Batman contre Superman
 (décembre 2016).
Si vous disposez d'ouvrages ou d'articles de référence ou si vous connaissez des sites web de qualité traitant du thème abordé ici, merci de compléter l'article en donnant les références utiles à sa vérifiabilité et en les liant à la section « Notes et références ».
Batman contre Superman (en anglais Batman vs Superman) est un thème récurrent en matière de comics, de science-fiction et de fantasy, imaginant une lutte à mort entre deux super-héros américains, Batman et Superman. Ils font d'ailleurs tous deux partie de l'Univers DC et, dans les magazines de science-fiction, se connaissent, s'estiment beaucoup, et ont été amenés à lutter ensemble contre divers ennemis.
Le conflit entre les deux super-héros est censé opposer deux héros de même niveau : si Superman est objectivement plus puissant que Batman, ce dernier détient un morceau de kryptonite permettant de rendre Superman vulnérable.

## Projets audiovisuels
Il y a eu plusieurs projets, dont le plus connu fut celui de Wolfgang Petersen, à qui la Warner avait commandé ce film en 2002, mais qui sera abandonné.
Un court-métrage est sorti en 2003 sur ce sujet, Superman/Batman : Au service du monde, puis un autre en 2009, Superman/Batman : Ennemis publics.
Dans les fanzines, ce thème de lutte entre deux super-héros aiguise les imaginations et les fantasmes des lecteurs de comics. Ainsi, comme projets de film, il a été imaginé que l'amitié entre les deux amis ait été altérée soit par Lex Luthor, ennemi de Superman, soit au contraire par Le Joker, ennemi de Batman.
Le thème du conflit entre ces deux héros a été traité dans divers clips ou dessins animés, parfois ayant fait l'objet d'un découpage adroit de scènes de films ayant réellement existé. Ce thème est évoqué de manière très incidente dans le film Je suis une légende, où l'on voit une affiche d'un cinéma représentant le face-à-face entre les deux super-héros.
On peut avoir un aperçu de cet affrontement dantesque grâce au film d'animation Batman: The Dark Knight Returns sorti en deux parties entre 2012 et 2013.
En 2013, les deux héros s'affrontent dans le jeu vidéo Injustice : Les Dieux sont parmi nous. Le jeu propose également d'autres personnages très connus de l'univers DC tel que Wonder Woman, Aquaman, Lex Luthor, etc.
En 2013 toujours, le réalisateur Zack Snyder annonce une suite à Man of Steel (film centré sur Superman) dans laquelle Batman affrontera l'homme d'acier. Ce film s'inspire du comics Batman: Dark Knight et sort en 2016 sous le titre de Batman v Superman : L'Aube de la justice.